# Hrozová (Osoblaha)
Die Hrozová (tschechisch) bzw. Grozowy (polnisch) (deutsch Grossebach) ist ein rechter Nebenfluss der Osoblaha in Tschechien und Polen. An seinem Oberlauf bildet er unter der Bezeichnung Trója / Troja den Grenzbach zwischen beiden Staaten.

## Verlauf
Die Trója entspringt nordöstlich von Město Albrechtice in der Zlatohorská vrchovina im Dorf Biskupice (Bischofwalde). Ihre Quelle liegt östlich des Sattels zwischen dem Pěnkavčí vrch (519 m) und Na Hranici (Titzeberg, 541 m). Sie durchfließt Biskupice in südöstlicher Richtung und erreicht unterhalb des Dorfes die polnische Grenze. Ihr weiterer Lauf als Grenzbach Trója/Troja führt vorbei an Piskořov (Peischdorf), dem geteilten Dorf Pelhřimovy (Mährisch Pilgersdorf) / Pielgrzymów (Pilgersdorf) sowie Dobieszów (Dobersdorf), Równe (Roben) nach Nordosten bis Hrozová (Grosse), wo der Bach mit nördlichem Kurs wieder ins tschechische Binnenland eintritt und als Hrozová bezeichnet wird. Über Rusín (Rausen), Ostrá Hora (Schärfenberg) und Kašnice (Kaschnitzberg) erreicht der zunehmend mäandrierende Bach schließlich Bohušov (Füllstein). Dort wird er von der Schmalspurbahn Třemešná ve Slezsku–Osoblaha überbrückt und mündet  nach 23,4 Kilometern in die Osoblaha (Ossa).
Zu dem bei Dobieszów entspringenden Fluss Troja besteht keine direkte Verbindung. Jedoch bilden die Dobieszówer Wiesen eine Wasserscheide, aus denen nach Norden hin auch ein namenloser Bach in die Trója/Troja mündet.

## Zuflüsse
- Matějovický potok/Maciejowicki Potok (r), bei Matějovice